# Strumień Orphan
Strumień Orphan – strumień gwiazd, powstały wskutek rozerwania małej galaktyki karłowatej. Jego nazwa (grec. ὀρφανός, orfanos to sierota) związana jest z brakiem informacji, która galaktyka stanowiła jego pierwotne źródło. Strumień ten został odkryty w programie Sloan Digital Sky Survey w 2006 roku.
Strumień Orphan rozciąga się na długości 90 kpc od centrum Galaktyki, a znajduje w odległości od 18-45 kpc od Słońca. Na ziemskim niebie jego długość wynosi 60°, a szerokość ok. 2°. Na nieboskłonie rozciąga się on od gwiazdozbioru Wielkiej Niedźwiedzicy do gwiazdozbioru Sekstantu. Metaliczność strumienia jest bardzo niska, [Fe/H] = –2,1 ± 0,1.